# 斎藤幸子

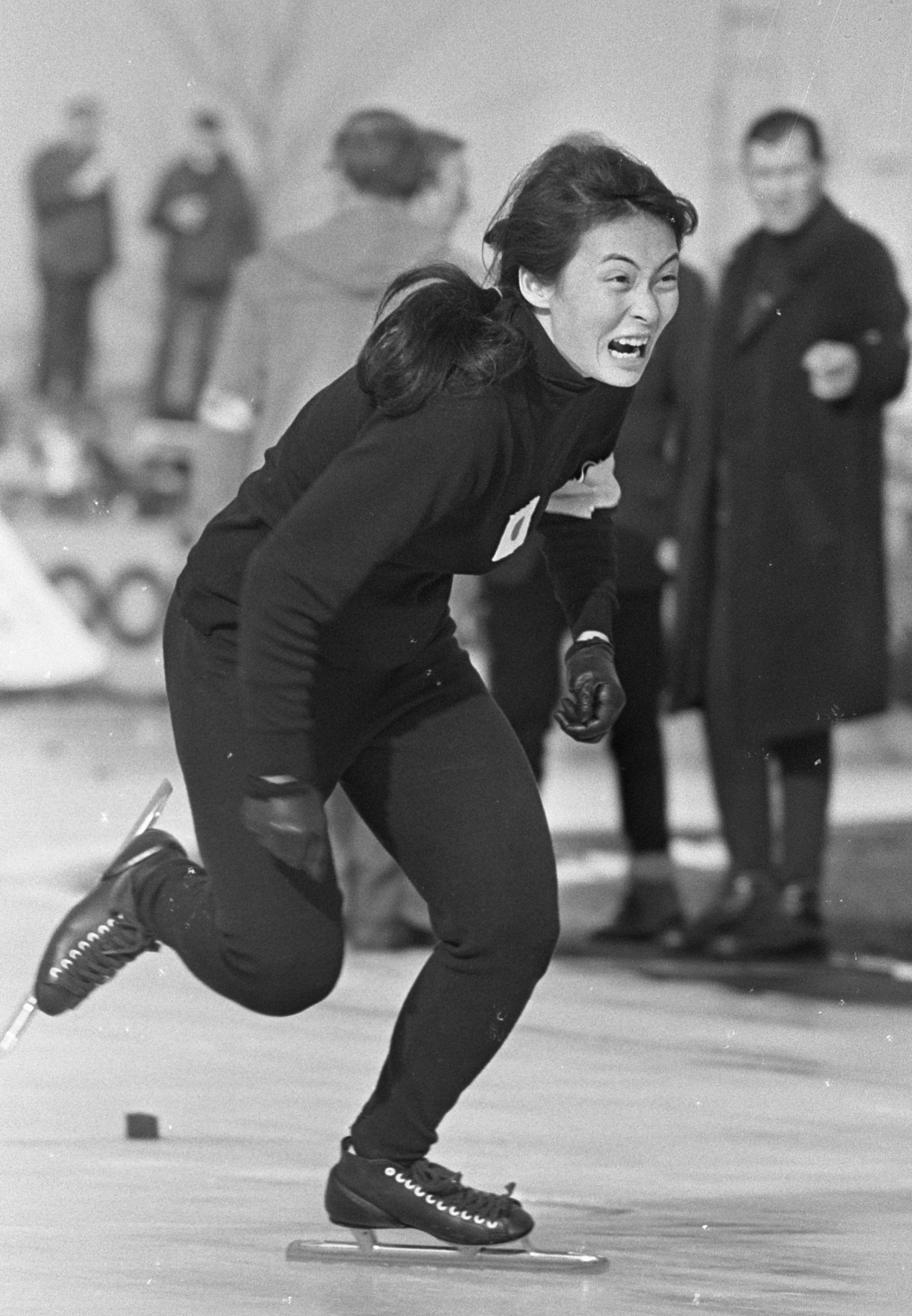
斎藤幸子（1967年）

斎藤 幸子（さいとう　さちこ、米倉（よねくら）に改姓、1947年1月15日 - 2000年7月26日 ）は、日本のスピードスケート選手。広島県出身。
東洋大学在学時の1968年グルノーブルオリンピックでは500m途中棄権、1000m26位、1500m18位。
三協精機入社後の札幌オリンピックでは500m9位、1000m18位だった。
全日本スピードスケート選手権大会では第33回、第37回、第38回、第40回と4度総合優勝。